# John Wesley Powell
John Wesley Powell (Mount Morris, 24 marzo 1834 – Brooklin, 23 settembre 1902) è stato un geologo, esploratore e militare statunitense.

## Descrizione
Servì l'esercito statunitense col grado di maggiore. Reduce dalla guerra di secessione, nel corso della quale perse il braccio destro alla battaglia di Shiloh, guidò, nel 1869, una spedizione composta da 9 uomini, distribuiti su 4 battelli, lungo il fiume Colorado (in Arizona), nel tratto che va da Green River City fino a Grand Wash, ai piedi del Grand Canyon, scoprendo così il punto dove il Colorado sbocca nel lago Mead.
Una delle quattro barche (la "No Name") venne persa durante l'attraversamento di una rapida, ma i tre uomini d'equipaggio si salvarono. Il viaggio durò 99 giorni (dal 24 maggio al 30 agosto 1869), durante i quali l'autorità di Powell fu messa a dura prova soprattutto a causa della mancanza di viveri e delle avversità incontrate, ma anche dal comportamento del fratello del maggiore che, dopo un periodo di prigionia durante la guerra di secessione, aveva disturbi mentali. Inoltre gli abbozzi di mappa e i calcoli di Powell non erano esatti, cosa che tra l'altro creò sconforto tra i membri della spedizione.
Durante il tragitto, 3 uomini di Powell (O.G. Howland, suo fratello Senaca, e Bill Dunn) si ammutinarono e, lasciato il gruppo, proseguirono per conto proprio. Powell lasciò una barca (la "Emma Dean", dal nome della moglie di Powell) nella speranza che i tre cambiassero idea, ma invece gli ammutinati finirono uccisi dagli indiani Shivwits, che li scambiarono per dei minatori che avevano ucciso una donna nativa. L'ironia della sorte volle che la separazione avvenne proprio prima dell'ultima rapida prima dell'arrivo all'uscita del Gran Canyon. Il luogo dove avvenne il saluto venne battezzato "rapida della separazione". Altre fonti invece parlano di uccisione dei tre uomini affamati da parti di coloni bianchi.
Dopo l'impresa il maggiore Powell si recò col fratello Walter a Salt Lake City per poi effettuare una nuova spedizione nel 1871 e per ottenere quello che la prima non aveva permesso: una mappa scientifica della zona. Divenne poi un esponente eminente di organizzazioni scientifiche e geografiche.

## Trasposizione cinematografica
Dalla grande impresa fu tratto, nel 1960, un film, Dieci uomini coraggiosi (Ten Who Dared), per la regia di William Beaudine, in cui il maggiore Powell fu interpretato da John Beal.